# Bombarral e Vale Covo
Bombarral e Vale Covo (llamada oficialmente União das Freguesias de Bombarral e Vale Covo) es una freguesia portuguesa del municipio de Bombarral, distrito de Leiría.

## Historia
Fue creada el 28 de enero de 2013 en aplicación de una resolución de la Asamblea de la República de Portugal promulgada el 16 de enero de 2013 con la unión de las freguesias de Bombarral y Vale Covo, pasando su sede a estar situada en la antigua freguesia de Bombarral.

## Demografía
| Gráfica de evolución demográfica de Bombarral e Vale Covo entre 2011 y 2021 |
|                                                                             |
| Datos según el nomenclátor publicado por el INE portugués.                  |